# Temporada 2006-07 de la NBA
La temporada 2006-07 de la NBA fue la sexagésima primera en la historia de la liga. Comenzó el 31 de octubre de 2006 y finalizó el 18 de abril de 2007. Los playoffs empezaron el 21 de abril de 2007 y terminaron el 14 de junio de 2007. San Antonio Spurs ganó su cuarto anillo derrotando en las Finales a Cleveland Cavaliers, equipo que por primera vez se clasificaba a la ronda final.

## Aspectos destacados
- Un nuevo diseño del balón de la NBA fue revelado el 28 de junio de 2006, día del Draft. Debido a las quejas de los jugadores y entrenadores, se volvió al anterior balón el 1 de enero de 2007.
- El All-Star Game de 2007 se disputó el 18 de febrero de 2007 en el Thomas & Mack Center de Las Vegas, Nevada, siendo la primera vez que el evento es acogido en una ciudad que no dispone de equipo de la NBA. El Oeste ganó 153-132 al este con Kobe Bryant de MVP del partido por segunda vez en su carrera.
- Por segundo, y a la postre último, año consecutivo, New Orleans Hornets jugó sus partidos de casa en New Orleans, Luisiana y en Oklahoma City, Oklahoma, debido a los desastres del Huracán Katrina.
- Jugadores de Denver Nuggets y New York Knicks se enzarzaron en una pelea el 16 de diciembre durante un encuentro en el Madison Square Garden. Diez jugadores fueron expulsados de la pista, incluido Carmelo Anthony de los Nuggets, por entonces máximo anotador de la liga. Como resultado del incidente, siete jugadores fueron sancionados, el más notable Anthony con 15 partidos de castigo.
- Tras 11 temporadas en Philadelphia 76ers, Allen Iverson fue traspasado a Denver Nuggets.
- Tanto Phoenix Suns como Dallas Mavericks consiguieron una racha de más de 12 victorias consecutivas durante la temporada regular. Los Suns llegaron hasta los 15 y 17 encuentros (quinta mejor racha de la historia de la NBA), mientras que los Mavericks consiguieron 12, 13 y 17 partidos consecutivos con victoria. San Antonio Spurs también se unió a ellos con 13 partidos seguidos ganados.
- Kobe Bryant anotó 50 puntos o más en cuatro partidos consecutivos, ante Portland Trail Blazers, Minnesota Timberwolves, Memphis Grizzlies y New Orleans Hornets, siendo la cuarta mejor racha de la historia por detrás de las de Wilt Chamberlain.
- Jason Kidd y Vince Carter consiguieron ser la décima pareja de compañeros de equipo en la historia de la NBA en realizar un triple-doble en el mismo partido. La última en 20 años fue Michael Jordan y Scottie Pippen de Chicago Bulls.
- Toronto Raptors ganó el primer título de división en su historia. También se convirtió en el primer equipo canadiense de la NBA en cosechar dicho campeonato.
- Golden State Warriors, que no se clasificaban a playoffs desde 1994, fue el primer equipo desde que se instauró las series al mejor de 7 partidos en eliminar al campeón de la conferencia habiéndose clasificado en la octava posición. Los Warriors apearon a los Mavericks (autores de 67 victorias en temporada regular) por un claro 4-2.
- Dirk Nowitzki ganó el MVP de la Temporada y Tony Parker el MVP de las Finales, siendo la primera vez que un europeo gana ambos galardones.
- Red Auerbach, entrenador y ejecutivo de los Celtics durante mucho tiempo, murió el 28 de octubre debido a un infarto agudo de miocardio, a la edad de 89.
- Fueron las Finales menos vistas de la historia de la liga con un índice de 6.2.

## Clasificaciones
| Conferencia Este   |                         |    |    |      |    |
| División Atlántico |                         |    |    |      |    |
| #                  | Equipo                  | V  | D  | %V   | P  |
| 1                  | Toronto Raptors (3)     | 47 | 35 | .573 | -  |
| 2                  | New Jersey Nets (6)     | 41 | 41 | .500 | 6  |
| 3                  | Philadelphia 76ers      | 35 | 47 | .427 | 12 |
| 4                  | New York Knicks         | 33 | 49 | .402 | 14 |
| 5                  | Boston Celtics          | 24 | 58 | .290 | 23 |
| División Central   |                         |    |    |      |    |
| #                  | Equipo                  | V  | D  | %V   | P  |
| 1                  | Detroit Pistons (1)     | 53 | 29 | .646 | -  |
| 2                  | Cleveland Cavaliers (2) | 50 | 32 | .605 | 3  |
| 3                  | Chicago Bulls (5)       | 49 | 33 | .598 | 4  |
| 4                  | Indiana Pacers          | 35 | 47 | .427 | 18 |
| 5                  | Milwaukee Bucks         | 28 | 54 | .341 | 25 |
| División Sureste   |                         |    |    |      |    |
| #                  | Equipo                  | V  | D  | %V   | P  |
| 1                  | Miami Heat (4)          | 44 | 38 | .537 | -  |
| 2                  | Washington Wizards (7)  | 41 | 41 | .500 | 3  |
| 3                  | Orlando Magic (8)       | 40 | 42 | .488 | 4  |
| 4                  | Charlotte Bobcats       | 33 | 49 | .402 | 11 |
| 5                  | Atlanta Hawks           | 30 | 52 | .366 | 14 |

| Conferencia Oeste |                           |    |    |      |    |
| División Noroeste |                           |    |    |      |    |
| #                 | Equipo                    | V  | D  | %V   | P  |
| 1                 | Utah Jazz (4)             | 51 | 31 | .622 | -  |
| 2                 | Denver Nuggets (6)        | 45 | 37 | .549 | 6  |
| 3                 | Portland Trail Blazers    | 32 | 50 | .390 | 19 |
| 4                 | Minnesota Timberwolves    | 32 | 50 | .390 | 19 |
| 5                 | Seattle SuperSonics       | 31 | 51 | .378 | 20 |
| División Pacífico |                           |    |    |      |    |
| #                 | Equipo                    | V  | D  | %V   | P  |
| 1                 | Phoenix Suns (2)          | 61 | 21 | .744 | -  |
| 2                 | Los Angeles Lakers (7)    | 42 | 40 | .512 | 19 |
| 3                 | Golden State Warriors (8) | 42 | 40 | .512 | 19 |
| 4                 | Los Angeles Clippers      | 40 | 42 | .488 | 21 |
| 5                 | Sacramento Kings          | 33 | 49 | .402 | 28 |
| División Suroeste |                           |    |    |      |    |
| #                 | Equipo                    | V  | D  | %V   | P  |
| 1                 | Dallas Mavericks (1)      | 67 | 15 | .817 | -  |
| 2                 | San Antonio Spurs (3)     | 58 | 24 | .707 | 9  |
| 3                 | Houston Rockets (5)       | 52 | 30 | .634 | 15 |
| 4                 | NO/OKC Hornets            | 39 | 43 | .476 | 28 |
| 5                 | Memphis Grizzlies         | 22 | 60 | .268 | 45 |

* V: Victorias
* D: Derrotas
* %V: Porcentaje de victorias
* P: Partidos de diferencia respecto a la primera posición

## Playoffs
|  | Primera Ronda     | Primera Ronda | Primera Ronda |   |             | Semifinales de Conferencia | Semifinales de Conferencia | Semifinales de Conferencia |  |    | Finales de Conferencia | Finales de Conferencia | Finales de Conferencia |  |    | Finales de la NBA | Finales de la NBA | Finales de la NBA |
|  |                   |               |               |   |             |                            |                            |                            |  |    |                        |                        |                        |  |    |                   |                   |                   |
|  | E1                | *Detroit      | 4             |   |             |                            |                            |                            |  |    |                        |                        |                        |  |    |                   |                   |                   |
|  | E8                | Orlando       | 0             |   |             |                            |                            |                            |  |    |                        |                        |                        |  |    |                   |                   |                   |
|  | E8                | Orlando       | 0             |   | E1          | *Detroit                   | 4                          |                            |  |    |                        |                        |                        |  |    |                   |                   |                   |
|  |                   |               |               |   | E1          | *Detroit                   | 4                          |                            |  |    |                        |                        |                        |  |    |                   |                   |                   |
|  |                   | E5            | Chicago       | 2 |             |                            |                            |                            |  |    |                        |                        |                        |  |    |                   |                   |                   |
|  | E4                | E5            | Chicago       | 2 | *Miami      | 0                          |                            |                            |  |    |                        |                        |                        |  |    |                   |                   |                   |
|  | E4                |               |               |   | *Miami      | 0                          |                            |                            |  |    |                        |                        |                        |  |    |                   |                   |                   |
|  | E5                | Chicago       | 4             |   |             |                            |                            |                            |  |    |                        |                        |                        |  |    |                   |                   |                   |
|  | E5                | Chicago       | 4             |   |             |                            |                            |                            |  | E1 | *Detroit               | 2                      |                        |  |    |                   |                   |                   |
|  | Conferencia Este  |               |               |   |             |                            |                            |                            |  | E1 | *Detroit               | 2                      |                        |  |    |                   |                   |                   |
|  |                   | E2            | Cleveland     | 4 |             |                            |                            |                            |  |    |                        |                        |                        |  |    |                   |                   |                   |
|  | E2                | E2            | Cleveland     | 4 | Cleveland   | 4                          |                            |                            |  |    |                        |                        |                        |  |    |                   |                   |                   |
|  | E2                |               |               |   | Cleveland   | 4                          |                            |                            |  |    |                        |                        |                        |  |    |                   |                   |                   |
|  | E7                | Washington    | 0             |   |             |                            |                            |                            |  |    |                        |                        |                        |  |    |                   |                   |                   |
|  | E7                | Washington    | 0             |   | E6          | New Jersey                 | 2                          |                            |  |    |                        |                        |                        |  |    |                   |                   |                   |
|  |                   |               |               |   | E6          | New Jersey                 | 2                          |                            |  |    |                        |                        |                        |  |    |                   |                   |                   |
|  |                   | E2            | Cleveland     | 4 |             |                            |                            |                            |  |    |                        |                        |                        |  |    |                   |                   |                   |
|  | E3                | E2            | Cleveland     | 4 | *Toronto    | 2                          |                            |                            |  |    |                        |                        |                        |  |    |                   |                   |                   |
|  | E3                |               |               |   | *Toronto    | 2                          |                            |                            |  |    |                        |                        |                        |  |    |                   |                   |                   |
|  | E6                | New Jersey    | 4             |   |             |                            |                            |                            |  |    |                        |                        |                        |  |    |                   |                   |                   |
|  | E6                | New Jersey    | 4             |   |             |                            |                            |                            |  |    |                        |                        |                        |  | E2 | Cleveland         | 0                 |                   |
|  |                   |               |               |   |             |                            |                            |                            |  |    |                        |                        |                        |  | E2 | Cleveland         | 0                 |                   |
|  |                   | O3            | San Antonio   | 4 |             |                            |                            |                            |  |    |                        |                        |                        |  |    |                   |                   |                   |
|  | O1                | O3            | San Antonio   | 4 | *Dallas     | 2                          |                            |                            |  |    |                        |                        |                        |  |    |                   |                   |                   |
|  | O1                |               |               |   | *Dallas     | 2                          |                            |                            |  |    |                        |                        |                        |  |    |                   |                   |                   |
|  | O8                | Golden State  | 4             |   |             |                            |                            |                            |  |    |                        |                        |                        |  |    |                   |                   |                   |
|  | O8                | Golden State  | 4             |   | O8          | Golden State               | 1                          |                            |  |    |                        |                        |                        |  |    |                   |                   |                   |
|  |                   |               |               |   | O8          | Golden State               | 1                          |                            |  |    |                        |                        |                        |  |    |                   |                   |                   |
|  |                   | O4            | *Utah         | 4 |             |                            |                            |                            |  |    |                        |                        |                        |  |    |                   |                   |                   |
|  | O4                | O4            | *Utah         | 4 | *Utah       | 4                          |                            |                            |  |    |                        |                        |                        |  |    |                   |                   |                   |
|  | O4                |               |               |   | *Utah       | 4                          |                            |                            |  |    |                        |                        |                        |  |    |                   |                   |                   |
|  | O5                | Houston       | 3             |   |             |                            |                            |                            |  |    |                        |                        |                        |  |    |                   |                   |                   |
|  | O5                | Houston       | 3             |   |             |                            |                            |                            |  | O4 | *Utah                  | 1                      |                        |  |    |                   |                   |                   |
|  | Conferencia Oeste |               |               |   |             |                            |                            |                            |  | O4 | *Utah                  | 1                      |                        |  |    |                   |                   |                   |
|  |                   | O3            | San Antonio   | 4 |             |                            |                            |                            |  |    |                        |                        |                        |  |    |                   |                   |                   |
|  | O2                | O3            | San Antonio   | 4 | *Phoenix    | 4                          |                            |                            |  |    |                        |                        |                        |  |    |                   |                   |                   |
|  | O2                |               |               |   | *Phoenix    | 4                          |                            |                            |  |    |                        |                        |                        |  |    |                   |                   |                   |
|  | O7                | L.A. Lakers   | 1             |   |             |                            |                            |                            |  |    |                        |                        |                        |  |    |                   |                   |                   |
|  | O7                | L.A. Lakers   | 1             |   | O2          | *Phoenix                   | 2                          |                            |  |    |                        |                        |                        |  |    |                   |                   |                   |
|  |                   |               |               |   | O2          | *Phoenix                   | 2                          |                            |  |    |                        |                        |                        |  |    |                   |                   |                   |
|  |                   | O3            | San Antonio   | 4 |             |                            |                            |                            |  |    |                        |                        |                        |  |    |                   |                   |                   |
|  | O3                | O3            | San Antonio   | 4 | San Antonio | 4                          |                            |                            |  |    |                        |                        |                        |  |    |                   |                   |                   |
|  | O3                |               |               |   | San Antonio | 4                          |                            |                            |  |    |                        |                        |                        |  |    |                   |                   |                   |
|  | O6                | Denver        | 1             |   |             |                            |                            |                            |  |    |                        |                        |                        |  |    |                   |                   |                   |

* - Campeón de división

Negrita- Ganador de las series

## Estadísticas
| Categoría                    | Jugador       | Equipo                 | Estadísticas |
| ---------------------------- | ------------- | ---------------------- | ------------ |
| Puntos por partido           | Kobe Bryant   | Los Angeles Lakers     | 31.6         |
| Rebotes por partido          | Kevin Garnett | Minnesota Timberwolves | 12.8         |
| Asistencias por partido      | Steve Nash    | Phoenix Suns           | 11.6         |
| Robos por partido            | Baron Davis   | Golden State Warriors  | 2.14         |
| Tapones por partido          | Marcus Camby  | Denver Nuggets         | 3.3          |
| Porcentaje de tiros de campo | Mikki Moore   | New Jersey Nets        | 60.6%        |
| Porcentaje de tiros libres   | Kyle Korver   | Philadelphia 76ers     | 91.4%        |
| Porcentaje de triples        | Jason Kapono  | Miami Heat             | 51.4%        |

## Premios
- MVP de la Temporada
  -  Dirk Nowitzki (Dallas Mavericks)
- Mejor Defensor
  -  Marcus Camby (Denver Nuggets)
- Rookie del Año
  -  Brandon Roy (Portland Trail Blazers)
- Mejor Sexto Hombre
  -  Leandro Barbosa (Phoenix Suns)
- Jugador Más Mejorado
  -  Monta Ellis (Golden State Warriors)
- Entrenador del Año
  -  Sam Mitchell (Toronto Raptors)
- Ejecutivo del Año
  -  Bryan Colangelo (Toronto Raptors)
- Jugador Más Deportivo
  -  Luol Deng (Chicago Bulls)
- Primer Quinteto de la Temporada
  - F Dirk Nowitzki - Dallas Mavericks
  - F Tim Duncan - San Antonio Spurs
  - C Amare Stoudemire - Phoenix Suns
  - G Steve Nash - Phoenix Suns
  - G Kobe Bryant - Los Angeles Lakers
- Segundo Quinteto de la Temporada
  - F LeBron James - Cleveland Cavaliers
  - F Chris Bosh - Toronto Raptors
  - C Yao Ming - Houston Rockets
  - G Gilbert Arenas - Washington Wizards
  - G Tracy McGrady - Houston Rockets
- Tercer Quinteto de la Temporada
  - F Kevin Garnett - Minnesota Timberwolves
  - F Carmelo Anthony - Denver Nuggets
  - C Dwight Howard - Orlando Magic
  - G Dwyane Wade - Miami Heat
  - G Chauncey Billups - Detroit Pistons
- Primer Quinteto Defensivo
  - Tim Duncan - San Antonio Spurs
  - Bruce Bowen - San Antonio Spurs
  - Marcus Camby - Denver Nuggets
  - Kobe Bryant - Los Angeles Lakers
  - Raja Bell - Phoenix Suns
- Segundo Quinteto Defensivo
  - Kevin Garnett - Minnesota Timberwolves
  - Tayshaun Prince - Detroit Pistons
  - Ben Wallace - Chicago Bulls
  - Jason Kidd - New Jersey Nets
  - Kirk Hinrich - Chicago Bulls
- Primer Quinteto de Rookies
  - Brandon Roy - Portland Trail Blazers
  - Andrea Bargnani - Toronto Raptors
  - Randy Foye - Minnesota Timberwolves
  - Rudy Gay - Memphis Grizzlies
  - Jorge Garbajosa - Toronto Raptors (empate)
  - LaMarcus Aldridge - Portland Trail Blazers (empate)
- Segundo Quinteto de Rookies
  - Paul Millsap - Utah Jazz
  - Adam Morrison - Charlotte Bobcats
  - Tyrus Thomas - Chicago Bulls
  - Craig Smith - Minnesota Timberwolves
  - Rajon Rondo - Boston Celtics (empate)
  - Walter Herrmann - Charlotte Bobcats (empate)
  - Marcus Williams - New Jersey Nets (empate)